# Commercial-off-the-shelf
Commercial-off-the-shelf (COTS) "köpa från hyllan" är en beteckning på mjukvara eller hårdvara som kan köpas eller licensieras från en öppen marknad i motsats till egenutvecklad eller beställningsutvecklad mjuk- eller hårdvara. Kallas i många segment av IT-branschen för standardprogram eller standardprodukter eftersom de är skapade som standardiserade kopior i syfte till för massdistribution.
Valet mellan att använda COTS eller egenutvecklade komponenter är inte alltid självklart.
Fördelar:
- Företaget behöver inte avsätta resurser för utveckling av komponenter som inte anses vara affärsmässigt unika (core)
- Produkten kan dra nytta av extern teknikutveckling med mindre egen insats
- Leveranslogistik och underhåll kan förenklas
- Kunder får produkter där de i större utsträckning känner igen sig och kan dra nytta av redan gjorda investeringar, såväl materiella som immateriella (t.ex. egen kompetens hos personal)

Nackdelar:
- Förändringar i COTS-komponenter sker utanför företagets kontroll
- Leverantörer och teknologier kan försvinna från marknaden
- Integration och test av COTS-komponenten i det totala systemet måste vanligtvis genomföras vilket i vissa fall är en stor kostnad
- De egenutvecklade komponenterna måste anpassas ensidigt vilket inte alltid ger optimala system

Tillgången på "fria" komponenter, som till exempel Linux, och den allt bättre kvaliteten på dessa har drivit på användandet av COTS under de senaste åren.